# 斯威特瑟 (印地安納州)
斯威特瑟（英語：Sweetser）是一個位於美國印地安納州格蘭特縣的城鎮。

## 人口
根據2010年美國人口普查的數據，斯威特瑟的面積為2.02平方千米，當中陸地面積為2.02平方千米，而水域面積為0.00平方千米。當地共有人口1229人，而人口密度為每平方千米608人。